# Куртароло
Куртаро̀ло (на италиански: Curtarolo; на венециански: Curtaroło) е градче и община в Северна Италия, провинция Падуа, регион Венето. Разположено е на 22 m надморска височина. Населението на общината е 7227 души (към 2010 г.).